# لينارس (جيان)
بلدية لينارس (بالإسبانية: Linares) هي بلدية تقع في مقاطعة جيان التابعة لمنطقة أندلوسيا جنوب إسبانيا.

## الديموغرافيا
بلغ عدد سكان بلدية لينارس 61.110 نسمة عام 2011 (وفقاً للمعهد الوطني للإحصاء الإسباني).
| 60.222 | 58.722 | 57.800 | 60.807 | 61.262 | 61.338 | 61.110 |

## توأمة
للينارس (جيان) اتفاقيات توأمة مع كل من:
- كاستر
- باربيرا ديل فاليس
- قبرة
- لا أونيون
- ليناريس [الإنجليزية]‏
- ليناريس، نويفو ليون [الإنجليزية]‏
- موريليا
- سيراين

## أعلام
- ناتاليا دي مولينا
- مانويل لوزانو غاريدو
- رافائيل
- ألبرتو داوني
- فرنسيسكو غيريرو مارين
- مانوليتي